# Nationaal park Cape Arid
Het Nationaal park Cape Arid is een nationaal park in de regio Goldfields-Esperance in West-Australië. Het ligt 731 kilometer ten zuidoosten van Perth en 120 kilometer ten oosten van Esperance.

## Geschiedenis
De oorspronkelijke bewoners van de kuststreek waren de Njunga Nyungah Aborigines.
De eerste Europeaan die de streek ontdekte was de Franse admiraal Antoine de Bruni d’Entrecasteaux in 1792. Hij noemde de kaap 'Cap Arride'. Kapitein Matthew Flinders verengelste de naam tot Cape Arid in 1802. In de jaren 1870 streken de eerste veeboeren neer in de streek. De ruïnes van hun boerderijen, dammen en graven zijn nog zichtbaar nabij Pine Hill en Thomas Fishery.
In december 1931 ontdekte een groep natuurliefhebbers de Nothomyrmecia macrops, ook wel de dinosaurusmier genoemd. Ze werd pas voor een tweede keer waargenomen in oktober 1972.

## Geografie
Nationaal park Cape Arid ligt rond Cape Arid langs de zuidkust van West-Australië, 120 kilometer ten oosten van Esperance. Ten oosten van het park ligt het natuurreservaat Nuytsland met het historische plaatsje Israelite Bay.
In het zuiden van het park vindt men stranden, helder blauw oceaanwater en rotsige landtongen. Zanderige heide en mallee reiken landinwaarts tot Mount Ragged waarna woodland aanvangt. Mount Ragged maakt deel uit van een bedreigd biotoop en biedt onderdak aan tal van endemische en geografisch beperkte soorten.
In het noorden van het park ligt het Russell-gebergte dat eenzelfde oorsprong heeft als het Barren-gebergte in het nationaal park Fitzgerald River en vooral bestaat uit kwartsiet uit het Precambrium. Het hoogste punt van het gebergte is de 594 meter hoge Tower Peak.
De rivier Thomas loopt door het park en mondt er via een estuarium uit in de Indische Oceaan. Het park ligt op de grens van de natuurlijke regio's Southwest Province en Eremaean Province.

## Fauna en flora

### Fauna
In het nationaal park Cape Arid leven een 160-tal vogelsoorten. Van de 18 soorten honingeters die in het zuiden van West-Australië leven vindt men 16 soorten in het park. De westelijke grondpapegaai leeft in het park. Na zware bosbranden in de jaren 1970-80 viel de soort terug tot een zeer laag populatieaantal. Men gaat ervan uit dat de soort vegetatie nodig heeft, die 15 jaar niet gebrand heeft, om zich voort te planten. Vermits de streek maar een gemiddelde jaarlijkse neerslag van 400 mm kent, duurt het zolang vooraleer de heide zich heeft hersteld. Bedreigde vogelsoorten als de Australische roerdomp, dunsnavelraafkaketoe en de hoendergans doen het park aan. Men kan in het park ook de scharlaken vliegenvanger, roesthalshoningvogel, goudkruinhoningeter, withalshoningeter, Australische trap, grote bruine valk, kortstaartwouw, roodooremoesluiper en de roodoorastrild waarnemen. De prachtparkiet is sinds 1959 in het park te vinden en de spitskuifduif sinds 1980.
Aan het estuarium van de Thomas leven water- en waadvogels als de Australische bonte scholekster, witkopmeeuw, roodkeelstrandloper en de drieteenstrandloper. Aan het strand langs de Yokinup Bay ten oosten van het estuarium kan men de zwartkopplevier waarnemen. Aan Boolenup Lake kan men soms zwarte zwanen, Australische muskuseenden en zwarte aalscholvers waarnemen. In de moerassen er rond leeft de roodoorastrild en de witbrauwstruiksluiper. In de woodlands kan men diamantvogels, de scharlaken vliegenvanger, diadeemhoningeter, roodlelhoningeter, kleine lelhoningeter en de grijze klauwierkraai horen of zien. In het droge noordelijke deel van het park vindt men de thermometervogel, regenboogparkiet, roodrugkwartellijster, malleeheidesluiper, purperteugelhoningeter, malleehoningeter, purperkaplori, bruine diadeemhoningeter, kuiforeoica en de wigstaartarend.
De Rattus fuscipes, Irmawallaby, gewone kortneusbuideldas en verschillende roofbuideldieren leven in het park alsook verscheidene soorten reptielen en amfibieën.
Vanaf Dolphin Cove langs de Tagon Coastal Trail kan men de migrerende zuidkaper waarnemen.

## Flora
Het bedreigde biotoop rond Mount Ragged bevat Scaevola brookeana, Gastrolobium tergiversum en Anthocercis viscosa subsp. caudata. Op kalksteen rijke plaatsen in het park groeit Templetonia retusa.
Een deel van de flora in het park is vatbaar voor het wortelrot (En: dieback) Phytophthora. Delen van het park zijn soms afgesloten om de verspreiding ervan tegen te gaan.

## Toerisme
De kampeerplaatsen aan de monding van de rivier Thomas zijn met tweewielaandrijving over een onverharde weg bereikbaar. De kampeerplaatsen aan Mount Ragged, Jorndee Creek en Thomas Fisheries zijn enkel met vierwielaandrijving bereikbaar.
In het park liggen een aantal wandelpaden:
- Len Otte Nature Trail, 2 kilometer heen en terug, met uitzichten over het park.
- Tagon Coastal Trail, 10 kilometer heen en terug langs de kust, 's winters kan men migrerende zuidkapers waarnemen.
- Mount Ragged Walk, 3 kilometer heen en terug, omvat de beklimming van Tower Peak.
- Mount Arid , 4 kilometer heen en terug, een steile klim met uitzicht over het park, de kust en de eilanden van de Recherche-archipel.

In nationaal park Cape Arid geldt het Leave no Trace-principe.
Alexander Morrison · 
Avon Valley · 
Badgingarra · 
Bandiln͟gan (Windjana Gorge) · 
Beelu · 
Boorabbin · 
Brockman · 
Cape Arid · 
Cape Le Grand · 
Cape Range · 
Cliff Spackman · 
Collier Range · 
Dan͟ggu · 
D'Entrecasteaux · 
Dimalurru (Tunnel Creek) · 
Drovers Cave · 
Drysdale River · 
Eucla · 
Fitzgerald River · 
Francois Peron · 
Frank Hann · 
Gloucester · 
Goldfields Woodlands · 
Goongarrie · 
Gooseberry Hill · 
Greater Beedelup · 
Greenmount · 
Hassell · 
Hidden Valley · 
John Forrest · 
Kalamunda · 
Kalbarri · 
Karijini · 
Karlamilyi · 
Kennedy Range · 
Lawley River · 
Leeuwin-Naturaliste · 
Lesmurdie Falls · 
Lesueur · 
Millstream-Chichester · 
Mitchell River · 
Moore River · 
Mount Augustus · 
Mount Frankland · 
Mount Roe-Mount Lindesay · 
Nambung · 
Neerabup · 
Peak Charles · 
Porongurup · 
Purnululu · 
Scott · 
Serpentine · 
Shannon · 
Sir James Mitchell · 
Stirling Range · 
Stokes · 
Tathra · 
Torndirrup · 
Tuart Forest · 
Unnamed (Nr. 17519) · 
Unnamed (Nr. 46400) · 
Walpole-Nornalup · 
Walyunga · 
Warren · 
Watheroo · 
Waychinicup · 
Wellington · 
West Cape Howe · 
William Bay · 
Wolfe Creek Meteorite Crater · 
Yalgorup · 
Yanchep
Overzicht Nationale parken in:
 Australië · New South Wales · Noordelijk Territorium · Queensland · Zuid-Australië · Tasmanië · Victoria · West-Australië